# Ga Seobusan Yutongjigu
Ga Seobusan Yutongjigu (tiếng Hàn: 서부산유통지구역; Hanja: 西釜山流通地區驛) là một ga của Tuyến BGLRT của Busan Metro ở Daejeo-dong, quận Gangseo, Busan, Hàn Quốc.

## Liên kết
- (tiếng Hàn) Thông tin ga từ Tổng công ty vận chuyển Busan